# Rēzekne (Lubāns)
Die Rēzekne ist ein Fluss im Osten Lettlands.
Ursprung ist der durch Schleusen regulierte Rāzna-See. Die Zuflüsse am Oberlauf kommen hauptsächlich aus Seen. Im mittleren Teil bis nach der Stadt Rēzekne ist das Tal tiefer. Der Unterlauf wurde durch Dämme reguliert. Seitdem der benachbarte Fluss Malta über einen Kanal kurz vor der Mündung in den Lubān-See durch die Rēzekne abgeleitet wird (1966), hat sich deren Einzugsgebiet statistisch gesehen verdoppelt.
Der fischreiche, malerische Fluss ist auf der gesamten Länge mit Booten und Kanus befahrbar.